# Gordon Dobson
Gordon Miller Bourne Dobson FRS (25 de fevereiro de 1889 — Oxford, 11 de março de 1976) foi um físico e meteorologista britânico.